# Campiglossa exigua
Campiglossa exigua är en tvåvingeart som först beskrevs av Chen 1938.  Campiglossa exigua ingår i släktet Campiglossa och familjen borrflugor. Inga underarter finns listade.